# Michelangelo Carmeli
Michelangelo Carmeli est un helléniste italien, né à Montegaldella le 27 septembre 1706, mort à Padoue le 15 décembre 1766.

## Biographie
Il entra dans l’Ordre des Frères mineurs, et fut professeur de théologie et d’Écriture Sainte à Padoue. Il mourut le 15 décembre 1766, âgé de 60 ans.

## Œuvres
Ses principaux ouvrages sont :
- un commentaire en latin sur le Miles gloriosus de Plaute, avec une traduction en vers italiens, Venise, 1742, in-4°. Il publia ce premier ouvrage sous le nom de Lacermi (anagramme de Carmeli).
- Tragedie di Euripide intere 19, frammenti ed epistole greco-italiane in versi illustrati di annotazioni al testo greco ed alla traduzione, Padoue, 1743-1754, 20 part. in-8°. Paitoni, dans sa Biblioteca degli volgarizzatori, fait de grands éloges de cette traduction d’Euripide ; quant aux notes, qui sont partie en italien, partie en latin, on ne peut rien voir de plus trivial et de plus faible.
- Pro Euripide et novo ejus italico interprete Dissertatio, Padoue, 1750, in-8° : c’est une réponse à la censure que Reiske avait faite de cette édition dans les Acta Eruditorum de 1748 ; Reiske repliqua dans les Acta de 1751.
- Storia de varj costumi sacri e profani degli antichi sino a noi pervenuti, con due dissertazioni sopra la venuta del Messia, Padoue, 1750, 2 vol. in-8°.
- Une traduction en vers italiens du Plutus d’Aristophane, avec le texte grec, Venise, 1751, in-8°.
- Dissertazioni, Padoue, 1756, in-8°. La 1re de ces trois dissertations est relative à un passage d’Hérodien, la 2e au Neptune ἐννοσίγαιος d’Homère, et la dernière à la poésie lyrique.
- Spiegamento dell’Ecclesiaste sul testo ebreo, o sia la morale dell’uman vivere insegnata da Salomone, Venise, 1765, in-8°.
- Spiegamento della cantica sul testo ebreo, ibid., 1767, in-8°.